# Tour Alto
Tour Alto este o clădire de birouri din districtul financiar La Défense din Courbevoie, Franța. Clădirea se află la 160 m de stradă și la 150 m de placa La Défense de pe fațada de est, cu un total de 38 de etaje.
Forma sa rotundă se extinde treptat în sus și extinde o deplasare de 12 cm în spațiu, pe fiecare etaj până la exteriorul grinzii de margine. Datorită acestei forme deosebite, suprafața nivelurilor trece de la 700 m2 la poalele Turnului până la 1.500 m2 la vârf.
Lucrările au început în septembrie 2016 pentru livrare în 2020.